# Alfons von Rosthorn
Alfons Edler von Rosthorn (Oed, 19 settembre 1857 – Seckau, 9 agosto 1909) è stato un ginecologo austriaco.

## Biografia
Nel 1885 conseguì il dottorato all'Università di Vienna, dove studiò zoologia e medicina, e fu allievo del chirurgo Theodor Billroth (1829-1894). Successivamente, divenne assistente di Rudolf Chrobak (1843-1910) alla seconda università Frauenklinik di Vienna. Nel 1891 conseguì l'abilitazione per ginecologia e ostetricia e nel 1894 divenne professore ordinario di ginecologia all'Università di Praga. Successivamente, fu professore presso le Università di Graz (dal 1899), Heidelberg (dal 1902) e Vienna (dal 1908).
Rosthorn fu l'autore di numerose opere che coinvolgono gli disturbi ginecologici. Le sue pubblicazioni più note fu un trattato sulle malattie del tessuto pelvico chiamato Die Krankheiten des Beckenbindegewebes, e un lavoro del 1896 sulle malattie degli organi sessuali femminili intitolato Die Erkrankungen der weiblichen Geschlechtsorgane, quest'ultimo co-autore di Rudolf Chrobak.